# Drulia conifera
Drulia conifera är en svampdjursart som beskrevs av Bonnetto och Ezcurra de Drago 1973. Drulia conifera ingår i släktet Drulia och familjen Metaniidae.
Artens utbredningsområde är havet utanför Brasilien. Inga underarter finns listade i Catalogue of Life.